# Nazaré Illit
Nazaré Illit (em hebraico:  נָצְרַת עִלִּית) é uma cidade no distrito Norte de Israel com uma população de 44.184 habitantes.

## Geminações
Nazaré Illit possui as seguintes cidades-gémeas:
- San Miguel de Tucumán, Argentina
- Leverkusen, Alemanha
- Klagenfurt, Áustria
- Győr, Hungria
- Chernivtsi, Ucrânia
- Saint-Étienne, França
- Alba Iulia, Roménia
- Kikinda, Sérvia